# Martin Kolář
Martin Kolář (ur. 18 września 1983 w Pradze) – czeski piłkarz grający na pozycji pomocnika.

## Kariera klubowa
Karierę klubową rozpoczynał w Bohemiansie 1905, gdzie w 2002 r. rozegrał 11. spotkań, strzelając jedną bramkę. W 2002 r. odszedł do belgijskiego RSC Anderlecht, gdzie grał do 2005 r., rozgrywając 42 spotkania. Z belgijskim klubem, 2krotnie zdobywał wicemistrzostwo Belgii i raz mistrzostwo w sezonie 2003/2004. W 2005 r. trafił na krótkie wypożyczenie do Stoke City, gdzie rozegrał 14. spotkań, strzelając jedną bramkę w meczu z Norwich City. W sezonie 07/08 przeszedł do Helsingborgs IF, grając w najwyższej lidze szwedzkiej. Kolář rozegrał tam 10. spotkań, przechodząc do cypryjskiego AEP Pafos.
W 2006 r. został zawodnikiem KVC Westerlo, rozgrywając 13. spotkań. W sezonie 06/07 przeszedł do AC Ajaccio, z którym grał w II. lidze francuskiej, rozgrywając łącznie 23 spotkania. W sezonie 07/08 przeszedł do Helsingborgs IF, grając w najwyższej lidze szwedzkiej. Kolář rozegrał tam 10. spotkań, przechodząc do cypryjskiego AEP Paphos. W 2010 r. przeszedł do Limassolu, rozgrywając 39. spotkań i w 2012 r. odszedł z klubu, powracając do swojego pierwszego, Bohemiansu 1905.

## Kariera reprezentacyjna
Jako reprezentant Czech grał w młodocianej reprezentacji U-19 i U-21. Łącznie rozegrał tam 12 meczów, strzelając jedną bramkę - 10 października 2003 r. w meczu z Austrią.